# Gele plomp
De gele plomp (Nuphar lutea) is een algemeen voorkomende overblijvende waterplant met drijvende bladeren uit de waterleliefamilie (Nymphaeaceae).

## Groeiwijze
De gele plomp is een plant die zich met zijn dikke en vertakte wortelstok en via zaad verbreidt. De bladeren die onder water blijven zijn doorschijnend lichtgroen en gegolfd. De drijfbladen zijn donkergroen. De stomp driekantige steel bevat nauwe luchtkanalen, waardoor zuurstof via huidmondjes op de drijvende bladeren naar de wortels wordt geleid. ook de bloemsteel heeft dergelijke kanaaltjes. Sommige larven van insecten maken onder water van de luchtkanalen gebruik om te ademen. De soort groeit in tot drie meter diep water en draagt bij aan de hoeveelheid zuurstof in het water. Soms is de groei zo weelderig dat hele wateroppervlakken bedekt worden door de grote bladeren.
De plant voelt zich thuis in stilstaand tot matig stromend tamelijk eutroof water. Ze komt voor in bijna heel Europa en de aangrenzende delen van Azië en Noord Afrika. In Nederland en Vlaanderen komt de plant vrij algemeen voor in laagveenplassen, brede sloten, grachten, doorbraakkolken, niet meer gebruikte kanalen en in langzaam stromende beken en rivieren. 

## Bloem
De tweeslachtige 3-6 cm grote gele bloem komt gelijktijdig met de drijfbladen boven water. De bloem drijft niet op het water maar steekt erbovenuit. Ze heeft vijf of zes kelkbladen, die elkaar overlappen. Ze vormen een kom om de rest van de bloem. De vele kroonbladen zijn spatelvormig en kleiner dan de kelkbladen. Bestuiving vindt plaats door insecten. Er zijn veel meeldraden, deze weerkaatsen behalve geel ook ultraviolet licht, waardoor ze goed vindbaar zijn voor bijen. Veel insecten komen ook op de geurige nectar af. Het bovenstandig vruchtbeginsel is sterk geplooid en heeft een brede, gaafrandige stempelschijf met tien tot twintig stempelstralen.
De vrucht is een groene en flesvormige bes die aanvankelijk drijft op het water. Later valt de buitenste schil van de vrucht en splijt deze open, waarna de zaden tevoorschijn komen. De zaden zijn kortlevend, minder dan één jaar, en worden door het water verspreid. Ze zijn tweezaadlobbig.

## Gebruik
Gele plomp werd in het verleden aan het vee gevoerd en aangewend tegen kaalheid en hondsdolheid. De eetbare wortel bevat de stof nupharine, een giftige stof die teniet wordt gedaan door de wortel goed te koken.
De gele plomp is de nationale plant van Friesland. Het blad er van, in het Fries pompeblêd genoemd, staat in het rood afgebeeld op de Friese vlag.

## Afbeeldingen

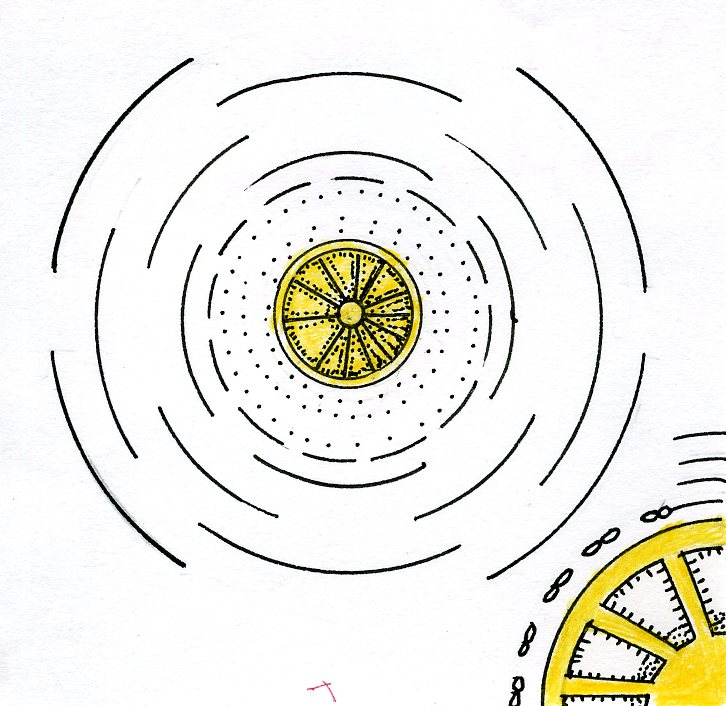
Bloemdiagram
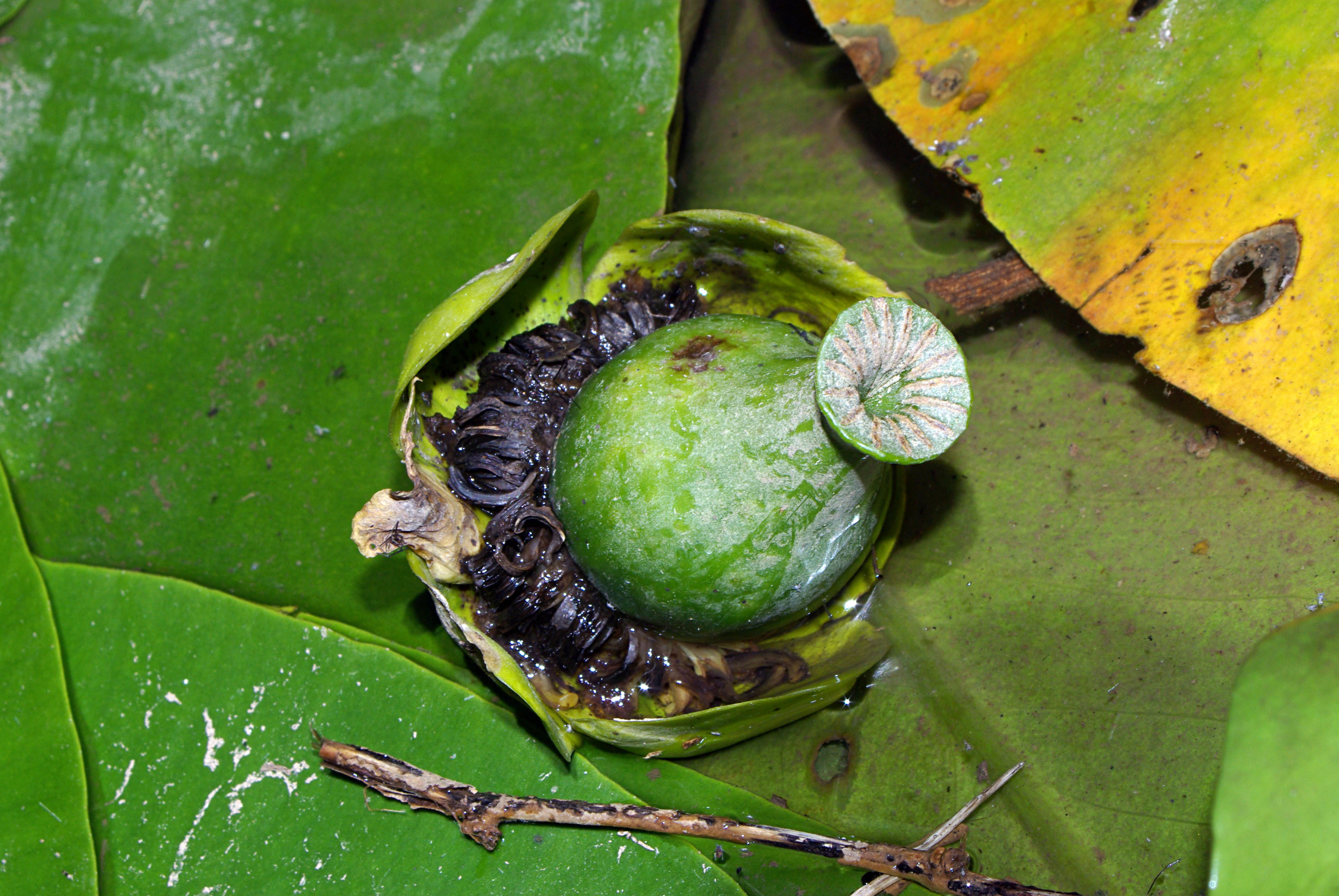
Flesvormige vrucht
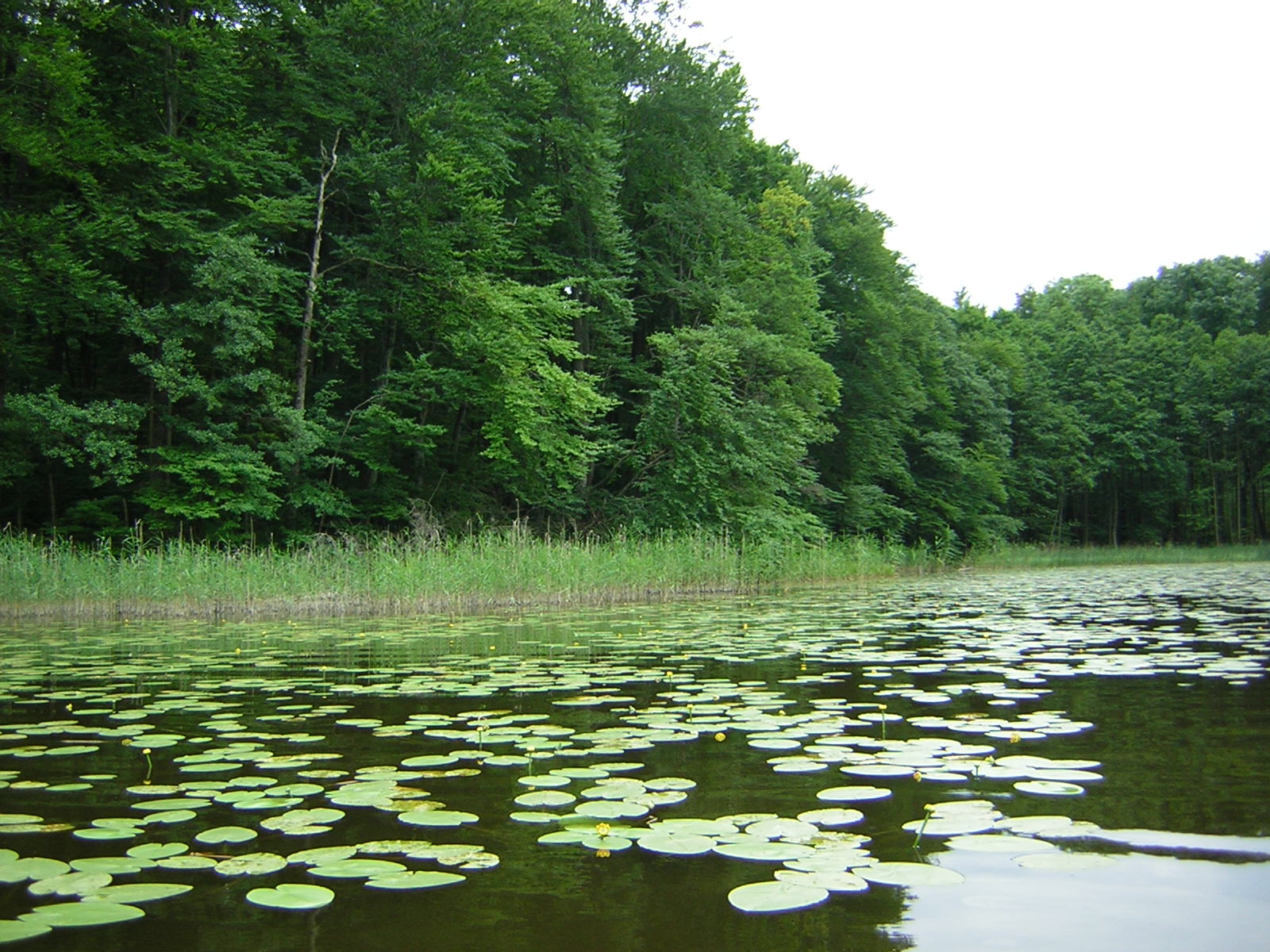
Biotoop
Bloem en blad
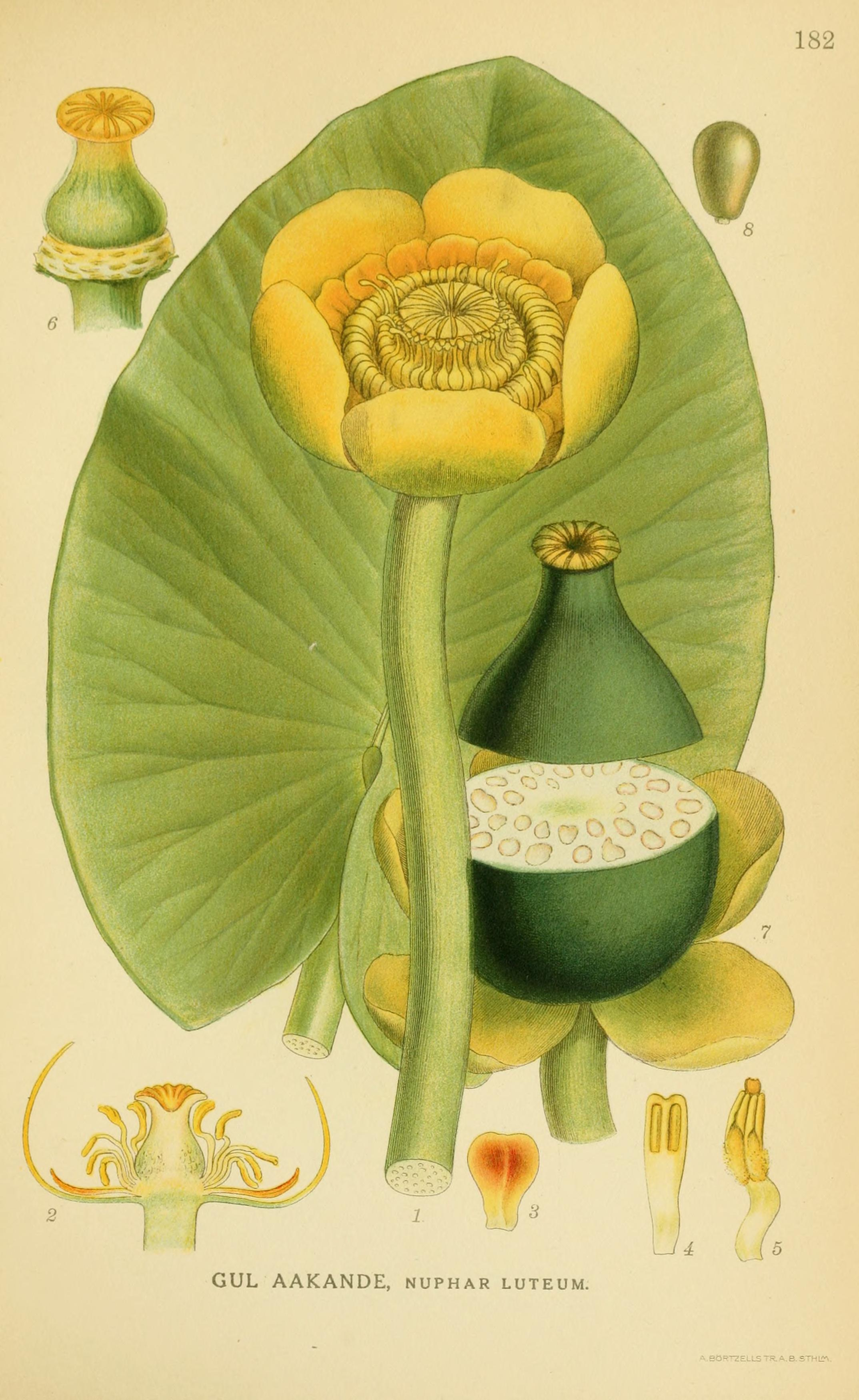
Uit Nordens Flora